# Lhamo Latso
Der Lhamo Latso (chinesisch 拉姆拉错, Pinyin Lāmǔ Lācuò; oder Lhamo La-tso) ist ein kleiner glazialer See im Südosten des autonomen Gebietes Tibet (VR China).
Der Lhamo Latso liegt 150 km östlich der Gebietshauptstadt Lhasa im Kreis Gyaca des Regierungsbezirks Shannan. 
Der einen Kilometer lange und 200 Meter breite ovalförmige See befindet sich auf einer Höhe von ungefähr 4950 m in den Bergen des Transhimalaya. Der See liegt in einem kurzen Seitental, das von bis zu 5500 m hohen Bergen umschlossen wird. Am nördlichen Seeende befindet sich der Abfluss. Der See wird über einen Zufluss des Yarlung Zangbo, der 40 km weiter südlich verläuft, entwässert.
Der Lhamo Latso gilt als „heiliger See“.
Die weibliche Gottheit Pelden Lhamo wird mit dem See in Verbindung gebracht. Früher pilgerten die Dalai Lamas traditionell zu diesem See, um an dessen Seeoberfläche Visionen zu erhalten.